# Landesaufnahmebehörde Niedersachsen
Die Landesaufnahmebehörde Niedersachsen (LAB NI) ist eine Landesoberbehörde im Geschäftsbereich des Niedersächsischen Innenministeriums mit Hauptsitz in Braunschweig. Die Behörde wird vom Präsidenten Klaus Dierker geleitet. Die LAB NI wurde durch Erlass zum 1. Januar 2011 errichtet.

## Organisation
Die Landesaufnahmebehörde ist in fünf Organisationseinheiten untergliedert. Die „Zentrale Steuerungsunterstützung“ (Z) mit Justiziariat und Öffentlichkeitsarbeit hat Stabstellencharakter. Die übrigen vier Abteilungen sind:
- Verwaltung (V) mit Personal-, Haushalts- und Liegenschaftsverwaltung sowie IT
- Flüchtlingsangelegenheiten (F) mit der Aufnahme und Verteilung
- Ausländerrecht (A) mit den Bereichen Grundsatzangelegenheiten, Besondere Einzelfälle, freiwillige Rückkehr
- Rückkehr (R) mit den Bereichen Passersatzbeschaffung und Identitätsklärung, Kosten und Rückkehrvollzug

### Standorte
Standorte zur Aufnahme betreibt die LAB NI in:
- Bramsche: Ankunftszentrum und Erstaufnahmeeinrichtung für Asylbewerber im Ortsteil Hesepe
- Braunschweig: Ankunftszentrum und Erstaufnahmeeinrichtung für Asylbewerber im Stadtteil Kralenriede mit Außenstelle in Celle (Seeckt-Kaserne); Beratungszentrum zur freiwilligen Rückkehr
- Friedland: Erstaufnahmeeinrichtung für Asylbewerber sowie Aufnahmeeinrichtung für Spätaussiedler, jüdische Zuwanderer und Flüchtlingen aus Resettlementprogrammen im Grenzdurchgangslager Friedland
- Oldenburg: Erstaufnahmeeinrichtung für die Unterbringung von Asylbewerbern im Kloster Blankenburg
- Osnabrück: Erstaufnahmeeinrichtung für die Unterbringung von Asylbewerbern; Beratungszentrum zur freiwilligen Rückkehr an einem Standort des Klinikums Osnabrück

Der Standort Bad Fallingbostel-Oerbke wurde zum 31. Dezember 2023 geschlossen.

### Weitere Dienstorte
In Langenhagen und Lüneburg befinden sich weitere Dienstorte für Identitätsfeststellungen, Datenträgerauswertungen, Passersatzpapierbeschaffungen im Rahmen der Amtshilfe, die Festsetzung und Beitreibung der Abschiebekosten sowie die Planung und Durchführung von Abschiebungen.

## Rechtsgrundlagen
Rechtsgrundlagen für die Tätigkeiten der LAB NI sind die Vorgaben des Asylgesetzes, des Asylbewerberleistungsgesetzes und des Aufenthaltsgesetzes, § 8 des Bundesvertriebenengesetzes und des Niedersächsischen Aufnahmegesetzes sowie diverser Erlasse und Bund-Länder-Vereinbarungen. Diese sind:
- Errichtungsbeschluss vom 9. November 2010 und Organisationserlass vom 13. August 2019
- Vertrag zwischen Bund und Land Niedersachsen über die Nutzung des Standortes Grenzdurchgangslager Friedland der LAB NI als bundesweite Erstaufnahmeeinrichtung für Spätaussiedler vom 8. November 2011 (geändert im August 2018)
- Aufnahmeanordnung des Bundesministeriums des Innern (BMI) vom 27. Januar 2023 für die humanitäre Aufnahme zur Umsetzung der EU-Türkei-Erklärung
- Aufnahmeanordnung des BMI vom 15. Februar 2023 für die Aufnahme von Schutzsuchenden im Rahmen des Resettlement-Programms
- Aufnahmeanordnung des BMI vom 27. März 2023 für die Aufnahme von weiteren Resettlement-Flüchtlingen (sogenannter „Neustart im Team“ – NesT)
- Vertrag zwischen Bund und Land vom 18. Februar 2023 zur bundesweiten Erstaufnahme von Geflüchteten und Schutzbedürftigen im Rahmen von humanitären Aufnahme- und Resettlementverfahren (Grenzdurchgangslager Friedland)

## Zukünftige Entwicklung
Auf Grund der jährlich schwankenden Flüchtlingszahlen sind die Kosten für die Erfüllung der Aufgaben variabel. Für das Jahr 2022 waren Kosten von 124,9 Millionen Euro vorgesehen gewesen. In dem Jahr stiegen sie durch den russischen Überfall auf die Ukraine auf 216,2 Millionen Euro, da weitere Unterbringungen in den Messehallen Hannover-Laatzen, Fürstenau und Bad Bodenteich geschaffen werden mussten. Zur Vermeidung von Obdachlosigkeit von Schutzsuchenden und zur Reaktionsfähigkeit des Landes auf Flüchtlingsströme soll für die LAB NI langfristig eine Grundkapazität von 7500 Unterbringungsplätzen geschaffen werden. Zwei weitere Liegenschaften in Braunschweig und Bad Sachsa wurden im 2022 angemietet.